# Tau Boötis
Tau Boötis (τ Boö / τ Boötis)  è un sistema stellare binario nella costellazione del Boote.
Il sistema dista circa 51 anni luce dalla Terra ed è composto da due stelle, chiamate Tau Boötis A e Tau Boötis B. In buone condizioni meteo e sotto cieli scuri, la componente primaria è visibile anche ad occhio nudo.

## Osservazione
Si tratta di una stella situata nell'emisfero celeste boreale; grazie alla sua posizione non fortemente boreale, può essere osservata dalla gran parte delle regioni della Terra, sebbene gli osservatori dell'emisfero nord siano più avvantaggiati. Nei pressi del circolo polare artico appare circumpolare, mentre resta sempre invisibile solo in prossimità dell'Antartide. La sua magnitudine pari a 4,5 fa sì che possa essere scorta solo con un cielo sufficientemente libero dagli effetti dell'inquinamento luminoso.
Il periodo migliore per la sua osservazione nel cielo serale ricade nei mesi compresi fra fine marzo e agosto; da entrambi gli emisferi il periodo di visibilità rimane indicativamente lo stesso, grazie alla posizione della stella non lontana dall'equatore celeste.

## Componente A
Tau Boötis A è una nana bianco-gialla (tipo spettrale F7 V) della 4ª magnitudine. È il 20% più massiva del Sole e perciò è anche più luminosa e calda. Il suo raggio è pari a 1,9 volte quello del Sole, e la sua età stimata è di circa 1,3 miliardi di anni. Dato che è più massiva del Sole la sua vita media è più corta, circa 6 miliardi di anni.
Non mostra alcuna variabilità, anche se a volte viene inclusa tra le variabili sospette.
È stata la prima stella diversa dal Sole per cui sia stato determinata la durata del ciclo dell'attività magnetica: è stato stimato in circa 800 giorni.

## Componente B
Tau Boötis B è una debole nana rossa, tipo spettrale M2 V. Orbita la componente primaria a una distanza di 240 UA. Per compiere un'intera orbita attorno a Tau Boötis A impiega migliaia di anni.

## Sistema planetario
Nel 1996 è stato scoperto un pianeta extrasolare attorno alla componente primaria: Tau Boötis Ab. Il pianeta ha una massa di almeno 4 volte quella di Giove e orbita molto vicino alla stella, solo 0,0481 UA.
Ci sono alcune indicazioni su un possibile altro pianeta, più esterno, in orbita a Tau Boötis A, ma al momento la sua esistenza non è stata confermata.
Il pianeta e la stella si trovano in un'insolita configurazione, pare infatti che sia la stella ad essere in rotazione sincrona con l'orbita del pianeta, e non il contrario come sarebbe normale.

### Prospetto
Segue un prospetto del sistema planetario di Tau Boötis A.
| Pianeta | Tipo            | Massa    | Periodo orb.          | Sem. maggiore | Eccentricità  | Scoperta |
| ------- | --------------- | -------- | --------------------- | ------------- | ------------- | -------- |
| Ab      | Gigante gassoso | >4,13 MJ | 3,312463 ± 0,000014 g | 0,0481 UA     | 0,023 ± 0,015 | 1996     |